# Peggy Shanor

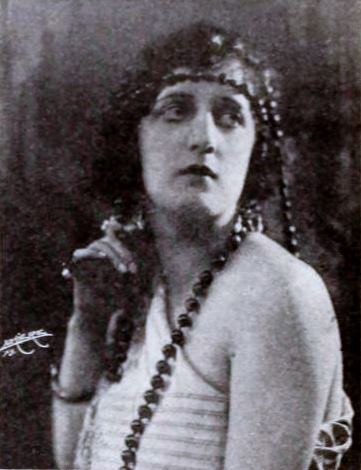
Shanor, enero de 1920

Peggy Shanor (noviembre de 1895 – 30 de mayo de 1935) fue una actriz de cine mudo estadounidense.

## Primeros años
Margaret Marion Shanor era de Sistersville, Virginia Occidental, y creció en la zona de Pittsburgh, hija de Perry Absalom Shanor y Etta Kate Leasure Shanor. Su padre, que fue elegido para representar a Sistersville en la legislatura de Virginia Occidental poco después de que Peggy naciera, era un líder de la Loyal Order of Moose, y de la Orden internacional de Odd Fellows.

## Carrera
Shanor participó en varias películas mudas, sobre todo en papeles de vampiresa en series como The House of Hate (1918), The Queen of Hearts (1918), The Echo of Youth (1919), The Lurking Peril (1919), The Mystery Mind (1920), The Man Who Stole the Moon (1921), y The Prodigal Judge (1922). "Peggy Shanor se distinguió en The House of Hate por su habilidad para subir las escaleras de forma realmente regia", señaló una revista de cine de su época. En 1919 rechazó una oferta para hacer películas para una productora inglesa. Shanor comentó su encasillamiento como "vampiresa" en una entrevista de 1920: "No sé por qué el público insiste en llamar 'vampiresa' a cualquier personaje femenino de una obra de teatro o una película que tenga sangre roja, cerebro o seducción. La palabra me irrita en exceso."
Entre sus papeles en el teatro, principalmente en Somerville, Massachusetts, destacan Yes or No? (1917), Behind the Screen (1922), The Goldfish (1923), Very Bright Green (1923), Grumpy (1923), y Love 'Em and Leave 'Em (1926).
Shanor fue una de las artistas que donaron su talento a un "fondo de humo" benéfico en Nueva York en 1918, para recaudar dinero para enviar cigarrillos a las tropas estadounidenses en la Primera Guerra Mundial. En 1921, visitó a los huérfanos del Jewish Foster Home de Germantown, con sus colegas Vera Gordon y Stanley Price. En 1922 fue noticia por su papel en un "misterio hospitalario", ya que el también actor de cine Earle Foxe se desmayó en su apartamento del Knickerbocker Hotel. Se rumoreó que mantenían una relación sentimental.

## Vida personal
Peggy Shanor se comprometió en matrimonio con Harry Caplan en 1923. Murió en la ciudad de Nueva York en 1935, a la edad de 39 años, "tras una breve enfermedad", según su obituario en Variety.